# Melanesische fluiter
De Melanesische fluiter (Pachycephala chlorura) is een zangvogel uit de familie Pachycephalidae (dikkoppen en fluiters). 

## Verspreiding en leefgebied
Deze soort komt voor in Vanuatu en Nieuw-Caledonië en telt vier ondersoorten: 
- P. c. intacta: van de Bankseilanden tot Efate (Vanuatu).
- P. c. cucullata: Anatom (Vanuatu).
- P. c. chlorura: Erromango  (Vanuatu).
- P. c. littayei: Loyaliteitseilanden (Nieuw-Caledonië).

## Status
De Melanesische fluiter komt niet als aparte soort voor op de lijst van het IUCN, maar is daar een ondersoort van de gouden fluiter (P. pectoralis chlorura).